# Wolfgang von Karajan

Hedy und Wolfgang von Karajan beim Spielen auf zwei Kleinorgeln, Foto: Jack Metzger, Comet Photo, Juni 1953

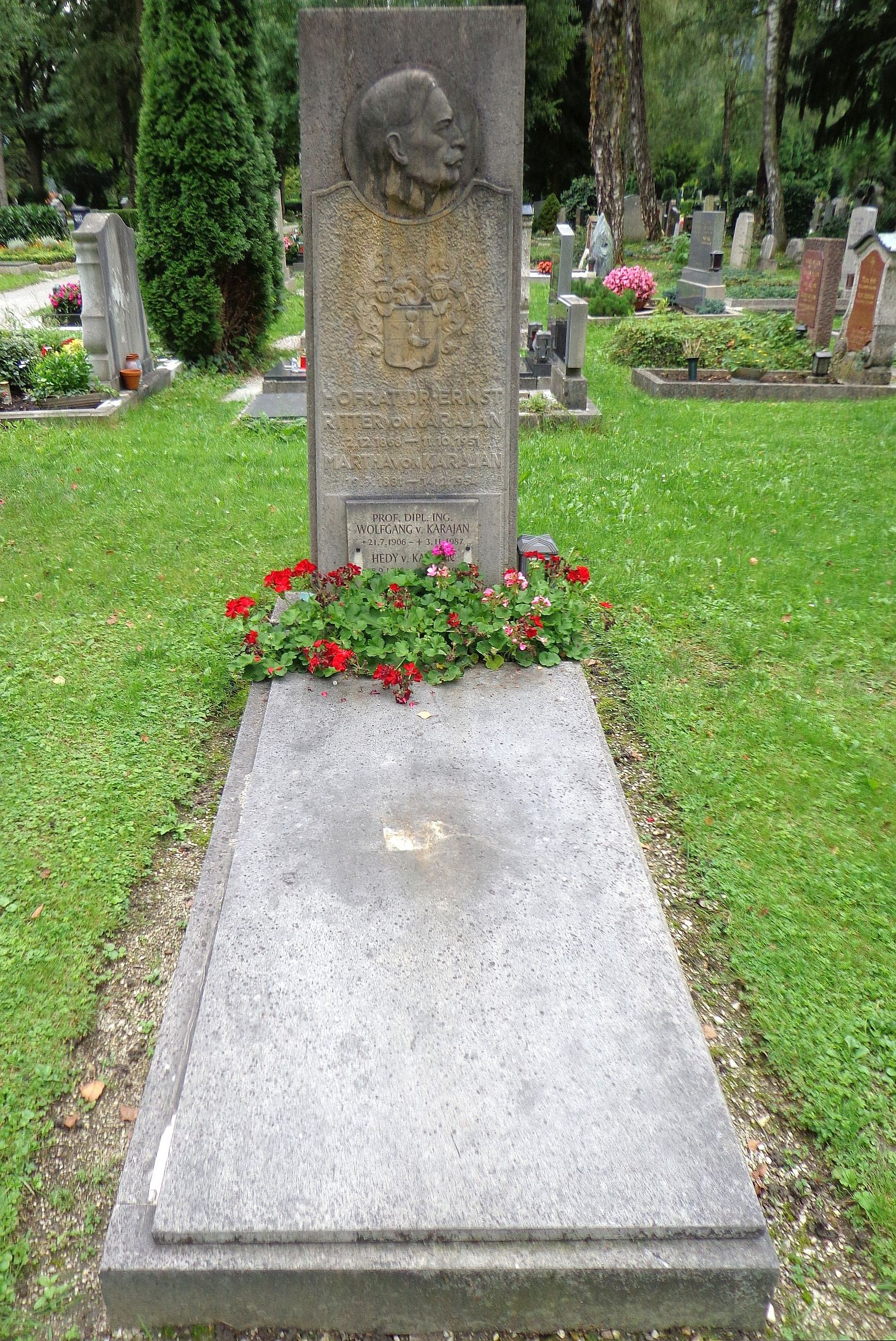
Salzburger Kommunalfriedhof, Grab Wolfgang von Karajans, seiner Ehefrau und seiner Eltern

Wolfgang Karajan (* 21. Juli 1906 in Salzburg; † 3. November 1987 ebenda; geboren als Wolfgang Max. Ernst Ritter von Karajan, in Österreich ab 1919 amtlich Wolfgang Karajan) war ein Organist und Ensembleleiter aus der Familie von Karajan. Er war der ältere Bruder von Herbert von Karajan.

## Leben
Wolfgang Karajans Vater war der in Wien geborene Ernst von Karajan (1868–1951), der als Chirurg in Salzburg tätig war, seine Mutter die Grazerin Martha, geb. Kosmač (1881–1954). Sie entstammte einer slowenischen Familie: ihr Vater Mihael Kosmač (1839–1885) war in Mojstrana (heute Stadtteil von Kranjska Gora, deutsch: Kronau) geboren worden.
Wolfgang Karajan erhielt eine Ausbildung zum Organisten und schloss an der Technischen Hochschule in Wien sein Studium der Elektrotechnik ab. Er leitete danach in Salzburg sein eigenes technisches Labor, bevor er 1950 mit seiner Frau Hedy und Hans Andreae das „Orgel-Ensemble Wolfgang von Karajan“ gründete, das mit drei Positiven auftrat.
Das Ensemble unternahm weltweit Tourneen und gab viele Konzerte, bei denen es zeitweise auch Portative verwendete; Karajan war auch Orgelbauer. Ein besonderes Glanzstück ihres Repertoires war Bachs Die Kunst der Fuge, die sein Bruder mit ihm bei EMI einspielen wollte; das Projekt wurde aber abgelehnt. Das Verhältnis zwischen den beiden Brüdern war etwas gespannt, da Herbert gegenüber der Frau seines Bruders, Hedy, eine tiefe Abneigung empfand und Wolfgang im Gegensatz zu seinem Bruder ein Leben in fast eigenbrötlerischer Zurückgezogenheit vorzog. In seiner Jugend war er ein begeisterter Motorsportler, der mit seinem Motorrad Douglas-Sport 500 cm³, das er 1926 verkaufte, auch an Bergrennen teilnahm.

## Hausorgel
Die Hausorgel von Wolfgang Karajan wurde 1960 von E. F. Walcker & Cie. als mechanische Schleifladenorgel gebaut.
Die Disposition lautet:
| I Hauptwerk C–g3 |     |
| Gedackt          | 08′ |
| Prinzipal        | 04′ |
| Waldflöte        | 02′ |
| Sesquialtera II  |     |
| Mixtur IV        |     |

| II Positiv C–g3 |       |
| Rohrflöte       | 08′   |
| Nachthorn       | 04′   |
| Prinzipal       | 02′   |
| Quinte          | 1 ⁄3′ |
| Cymbel II       |       |
| Regal           | 08′   |
| Tremulant       |       |

| Pedal C–f1  |     |
| Subbaß      | 16′ |
| Pommer      | 08′ |
| Gemshorn    | 04′ |
| Koppelflöte | 02′ |

- Koppeln: II/I, I/P, II/P